# Estação Crémazie
A Estação Crémazie é uma das estações do Metrô de Montreal, situada em Montreal, entre a Estação Jarry e a Estação Sauvé. Faz parte da Linha Laranja.
Foi inaugurada em 14 de outubro de 1966. Localiza-se no Boulevard Crémazie. Atende os distritos de Ahuntsic-Cartierville e Villeray–Saint-Michel–Parc-Extension.